# Мессенджер eXpress
eXpress — платформа корпоративных коммуникаций и мобильности, которая объединяет видеоконференции, корпоративный мессенджер, почтовый клиент, а также корпоративные приложения Smart Apps для мобильного доступа к информационным системам и сервисам компании-заказчика. Продукт возможно развернуть как по модели on-premise, так и в облаке (private cloud версия платформы).

## История
Разработка eXpress началась в 2015 году. В 2017 году появилась первая версия eXpress. Она включала функционал обмена сообщениями, файлами и медиа. Также был создан аттестованный протокол передачи данных для создания глобальной федерации. К 2019 году корпоративный мессенджер получил базовые и продвинутые возможности.
30 марта 2020 года eXpress получил сертификат ФСТЭК РФ и стал первым продуктом класса «мессенджер» с данной сертификацией.
2020 год — анонс платформы eXpress Smart Apps, позволяющей встраивать в eXpress полноценные графические интерфейсы.
2021 год — трансформация в платформу корпоративной мобильности.
1 февраля 2021 года проект внедрения eXpress в Росатом стал победителем конкурса «Проект года» по версии Global CIO.
19 февраля 2021 года Росатом после пилотного внедрения eXpress в 2020 г. начинает тиражирование платформы на устройства 100 тыс. сотрудников.
15 ноября 2021 года eXpress получил премию CNews Awards 2021 в номинации «Инновации в корпоративной мобильной разработке».
11 августа 2022 года разработчики eXpress объявили о расширении списка платформ и продуктов, доступных для интеграции.
30 сентября 2022 года CNews совместно с CEO eXpress Андреем Врацким опубликовали обзор трендов зарубежного и российского рынков корпоративной мобильности.
8 ноября 2022 года российский IaaS-провайдер «Айтеко. Cloud» стал поставщиком SaaS-версии платформы eXpress.
26 декабря 2022 года eXpress занял 1 место в ТОП-12 российских корпоративных мессенджеров по версии CNews.
На 27 февраля 2023 года, согласно данным Главного вычислительного центра ОАО «РЖД», eXpress пользуются более 114 тыс. сотрудников «Российских железных дорог», с 2020 г. число пользователей выросло более чем в 14 раз.
9 марта 2023 Forbes выделил eXpress как корпоративный мессенджер с наибольшей долей на российском рынке (10%), а также как компанию с одним из самых сильных приростов пользователей на рынке (за 2022 год аудитория сервиса, по словам CEO eXpress Андрея Врацкого, выросла в четыре раза). В июне 2023 года была анонсирована версия 3.0, в которой стало доступно проведение видеоконференций на 120+ участников. В августе 2023 года  eXpress сообщил о прохождении сертификационных испытаний на соответствие четвертому уровню доверия ФСТЭК РФ.

## Поддержка операционных систем
По состоянию на 17 марта 2023 года eXpress доступен для пользователей следующих операционных систем:
- Windows
- macOS
- Linux
- Android
- iOS
- Ubuntu
- HarmonyOS

Также доступ к eXpress можно получить из любого современного браузера.

## Функциональность
Существуют корпоративная (платная) и бесплатная (публичная) версии. В обеих версиях доступны личные и групповые чаты, отправка голосовых сообщений, каналы, треды, безопасность передачи данных обеспечена сквозным шифрованием. В бесплатной версии для пользователей недоступны звонки корпоративным пользователям и видеоконференции, а также ряд других функций (например, теги).
В корпоративной версии eXpress поддерживает режим повышенной конфиденциальности, отправку файлов весом более 25 Мб, звонки, создание и планирование видеоконференций, установку напоминаний на сообщения (ремайндер), теги (как для чатов, так и для контактов), реакции.
eXpress позволяет проводить видеоконференции на 120+ участников без ограничений по времени. Доступны мгновенные конференции, планирование конференций с внесением в календарь и напоминаниями с помощью чат-бота, возможность присоединиться по ссылке, демонстрация экрана. eXpress можно интегрировать со сторонними системами видеоконференций, такими как Vinteo, CommuniGate, IVA, MIND, а также с SIP-телефонией.
Из функционала, облегчающего работу в eXpress, можно выделить наличие Chat Apps и чат-ботов, с помощью которых можно получать новые задачи и поручения, согласовывать документы и получать справки.
Отличительной особенностью платформы eXpress является Smart Apps — единое окно корпоративных приложений, доступное на всех платформах (iOS, Android, Web, Desktop). Примеры Smart App: приложение для заказа справок, бронирования переговорных, отправки и получения документов.

## Безопасность
В 2020 году КриптоПРО провели экспертную оценку безопасности информационной системы.
Безопасность всей платформы подтверждена сертификатом ФСТЭК РФ № 4232 от 30.03.2020 года.

#### Аутентификация пользователей через три независимых канала
- Корпоративная учетная запись в Active Directory (сквозная аутентификация по протоколу NTLMv2) или ввод одноразового пароля из корпоративной почты
- Одноразовый пароль из СМС (привязка к телефонному номеру)
- Личный пользовательский пароль (недоступен администраторам системы)

В eXpress используется 2 слоя шифрования данных, безопасные push-нотификации. Хранение данных и управление мобильным приложением защищено криптоконтейнером. Все данные на мобильном устройстве могут быть удалены по команде с сервера (или одна сессия, если телефон был утерян, или все сессии, если сотрудник был уволен). Администратор eXpress может настраивать права доступа пользователей, подключить, как дополнительный инструмент или основной, авторизацию с помощью KeyCloak, настраивать атрибуты корпоративного профиля любого пользователя, дистанционно удалять данные с клиентских устройств.
eXpress можно интегрировать с корпоративными DLP (InfoWatch, Solar Dozor) и SIEM, а также настроить предпроверку потоковым антивирусом всех поступающих файлов (Kaspersky, DrWeb). В eXpress реализовано управление доступом в зависимости от локации (корпоративный WiFi / публичный LTE).

## Федерация
eXpress — это первый в России продукт, работающий по принципу федерации. Абоненты всех серверов имеют возможность безопасно коммуницировать друг с другом и создавать трастовые соединения. В сети заказчика могут быть развернуты несколько отдельных серверов (отдельный сервер для руководства, отдельные сервера для дочерних компаний или подразделений и пр.).
Глобальная федерация eXpress — модель доверенных соединений как внутри компании, так и с внешними партнерами, подрядчиками, дочерними компаниями и контрагентами.